# 플래시 톰슨
플래시 톰슨은 마블 코믹스의 스파이더맨에 등장하는 등장인물이다. 피터 파커의 고등학생 시절에는 그를 괴롭히면서도 스파이더맨을 응원하는 이중적인 일진이다. 이후에는 베놈의 숙주로서 안티히어로가 아닌 슈퍼히어로까지 출세하는 입지전적인 캐릭터이다.